# Isabel Allende
Isabel Angelica Allende Llona (Lima, 2 agosto 1942) è una scrittrice e giornalista cilena naturalizzata statunitense.
Considerata una delle scrittrici più famose dell'America Latina, La casa degli spiriti è il suo romanzo più famoso. Ha scritto romanzi basati sulle sue esperienze di vita, ma ha anche parlato delle vite di altre donne, unendo mito e realismo. Ha partecipato a molti tour mondiali per promuovere i suoi libri e ha anche insegnato letteratura in vari college statunitensi. Vive in California dal 1989 e ha ottenuto la cittadinanza statunitense nel 2003.

## Biografia
A tre anni dalla sua nascita, in Perù, nel 1945 il padre, il diplomatico cileno Tomás Allende, divorzia e lascia la famiglia; la madre decide di tornare in Cile con i tre figli e andare a vivere nella casa del nonno a Santiago. Grazie all'aiuto del cugino del padre, il futuro presidente del Cile Salvador Allende, a Isabel e ai suoi fratelli non mancherà la possibilità di studiare e di vivere senza problemi economici. La casa del nonno sarà poi evocata nel primo romanzo, La casa degli spiriti, che nel 1982 le darà la notorietà e che trae spunto dalle vicende della famiglia Allende. Il giorno 8 gennaio 1981 ricevette una telefonata in cui veniva avvisata delle gravi condizioni di salute del nonno: Isabel cominciò così a scrivergli una lettera che sarebbe poi diventata un libro intero: La casa degli spiriti. Da allora ogni nuovo libro viene iniziato dalla Allende lo stesso giorno dell'anno, l'8 gennaio.
Nel 1953 la madre si risposa con un diplomatico e a causa del suo lavoro la famiglia si trasferisce all'estero, prima in Bolivia, dove studia in una scuola USA, poi in Europa e infine in Libano, studiando in un collegio inglese. Tornata in Cile nel 1959, nel 1962 si sposa con Michael Frías, da cui avrà due figli, Paula e Nicolás. Da questo momento si dedicherà al giornalismo, mestiere che sarà da lei sempre molto apprezzato. Dopo il colpo di Stato di Pinochet dell'11 settembre 1973, lascia il Cile nel 1975 trasferendosi a Caracas, in Venezuela, dove rimane fino al 1988. A quell'anno risalgono il divorzio da Frías e il successivo matrimonio con William Gordon, con conseguente trasferimento in California, dove risiede tuttora, a San Rafael, separandosi nel 2015 dal marito.
Vincitrice nel 1988 dell'American Book Awards con il romanzo Eva Luna, ne Il mio paese inventato Isabel rivela che Il piano infinito parla della vita di suo marito William. Nel 1991 improvvisamente la figlia Paula, a ventotto anni, entra in coma per un attacco di porfiria. La madre Isabel non abbandona la figlia e rimane al suo capezzale per tutto il tempo; proprio in quel periodo comincia a scrivere, raccontando i ricordi della loro vita insieme in una commovente autobiografia. Un anno dopo sua figlia muore, e la Allende pubblica gli scritti nel libro Paula (1995). Qualche anno dopo, nel 1997, raccoglie alcune delle lettere di solidarietà e affetto ricevute da tutto il mondo nel libro Per Paula. Come molte altre personalità, nel 2000 ha partecipato alla vasta campagna di sensibilizzazione mondiale "Respect" promossa dall'Alto commissariato per i rifugiati delle Nazioni Unite: sulle note dell'omonima canzone di Aretha Franklin, diversi personaggi noti (fra cui, oltre alla stessa Allende, anche il segretario di stato Madeleine Albright e il premio Nobel Rigoberta Menchú) hanno cantato e ballato. La campagna ha celebrato allo stesso tempo i primi cinquant'anni di attività dell'agenzia e i 50 milioni di rifugiati che sono riusciti a ricostruirsi una vita nella nuova terra d'adozione.
In tempi più recenti Allende si è dedicata alla stesura di una trilogia per ragazzi dedicata ai nipoti: i primi volumi sono stati La città delle bestie e Il regno del drago d'oro, a cui è seguito l'ultimo volume La foresta dei pigmei. Il suo primo romanzo giallo è intitolato Il gioco di Ripper (2013). Il 10 febbraio 2006 ha partecipato alla Cerimonia di apertura dei XX Giochi olimpici invernali di Torino 2006 portando, insieme ad altre sette donne famose, la bandiera olimpica. Nel 1998 ha ricevuto a Capri il premio Malaparte. Nel maggio 2007 è stata insignita a Trento della laurea honoris causa in lingue e letterature moderne euroamericane. Nel settembre 2010 è stata insignita del Premio Nazionale di Letteratura del Cile. È cugina della deputata cilena Isabel Allende Bussi, figlia di Salvador Allende.

## Stile e temi
Isabel Allende confessa che quando inizia a scrivere immagina un luogo, un tempo, dopodiché i personaggi e la storia si sviluppano da soli. Sostanzialmente non ha un progetto iniziale che preveda già tutte le azioni. Alcuni suoi libri sono nati da lettere o da riflessioni personali. Per esempio La casa degli spiriti e Paula nacquero in omaggio alla figlia. Sebbene molti studiosi abbiano catalogato le opere della Allende nel genere autobiografico, l'autrice stessa afferma che si tratta di una «memoria», non di una biografia propriamente detta: una collezione di ricordi più vicina alla finzione che alla realtà, seppure ispirata a essa.
L'umorismo è parte integrante dei suoi scritti, sia nelle opere giornalistiche sia in quelle letterarie. La Allende confessa che si è abituata a scrivere in questo modo lavorando come giornalista, ora riesce a vedere dietro a ogni storia una prospettiva alternativa. Ne La città delle bestie il suo intento è raggiungere i lettori più giovani. Lo ha scritto dopo due libri basati invece sulla ricerca storica; questo nuovo libro segnava una pausa che poteva catturare maggiormente la loro immaginazione, dato che il romanzo storico richiede sempre che i fatti vengano verificati molto scrupolosamente.
"Quando ero una giornalista gli altri erano la mia storia"; la Allende si sentiva autorizzata a suonare il campanello di una casa ed entrarci per fare domande, oppure a fermare uno sconosciuto per strada per interrogarlo sui suoi pensieri.
Oltre a opere autobiografiche, la Allende ha scritto anche romanzi storici, come Inés dell'anima mia, basato sulla vita di Ines Suarez, la prima spagnola ad aver raggiunto il Perù, oltre a L'isola sotto il mare che racconta la vita di una schiava di nome Zarité a Santo Domingo, ora Haiti, alla fine del XVIII secolo.
La sua opera viene accostata al movimento letterario conosciuto come posboom, anche se alcuni studiosi preferiscono il termine novisima literatura. Questa corrente è caratterizzata dal ritorno al realismo e da una prosa più facile da leggere. Si abbandona il tentativo di creare nuovi modelli di scrittura (metaletteratura), e si pone l'accento sulla storia e la cultura locale. Nel 2012 decide di sperimentare il romanzo poliziesco, genere a cui si dedicava dal 2006 il suo ex marito, William C. Gordon. La Allende ha quindi scritto Il gioco di Ripper, e lo ha consegnato nel dicembre dello stesso anno alla sua agente Carmen Balcells.

## Opere
- La abuela Panchita, illustrazioni di Marta Carrasco, editorial Lord Cochrane, Santiago, 1974 (storia per bambini).
- Lauchas y lauchones, ratas y ratones, Lord Cochrane, Santiago, 1974 (storia per bambini).
- Civilice a su troglodita. Los impertinentes de Isabel Allende, raccolta di articoli della rubrica omonima pubblicata sulla rivista Paula, Lord Cochrane, Santiago, 1974.
- La casa degli spiriti (La casa de los espíritus, 1982), Milano, Feltrinelli, 1983. ISBN 88-07-01295-2.
- D'amore e ombra (De amor y de sombra, 1984), Milano, Feltrinelli, 1985. ISBN 88-07-01315-0.
- La gorda de porcelana, 1984 (racconto per ragazzi).
- Eva Luna (Eva Luna, 1987), Milano, Feltrinelli, 1988. ISBN 88-07-01357-6.
- Eva Luna racconta (Cuentos de Eva Luna, 1989), Milano, Feltrinelli, 1990. ISBN 88-07-01408-4 (raccolta di 23 racconti).
- Il piano infinito (El plan infinito, 1991), Milano, Feltrinelli, 1992. ISBN 88-07-01440-8.
- Paula (Paula, 1994), Milano, Feltrinelli, 1995. ISBN 88-07-01480-7 (romanzo autobiografico).
- Per Paula. Lettere dal mondo, Milano, Feltrinelli, 1997. ISBN 88-07-81449-8.
- Afrodita. Racconti, ricette e altri afrodisiaci (Afrodita, 1987), Milano, Feltrinelli, 1997. ISBN 88-07-42085-6 (opera autobiografica).
- La figlia della fortuna (Hija de la fortuna, 1998), Milano, Feltrinelli, 1999. ISBN 88-07-01562-5.
- Ritratto in seppia (Retrato en sepia, 2000), Milano, Feltrinelli, 2001. ISBN 88-07-01601-X.
- La città delle bestie (La ciudad de las bestias, 2002), Milano, Feltrinelli, 2002. ISBN 88-07-42095-3 (romanzo per ragazzi).
- Il mio paese inventato (Mi país inventado, 2003), Milano, Feltrinelli, 2003. ISBN 88-07-49023-4 (opera autobiografica).
- Il regno del drago d'oro (El reino del dragón de oro, 2003), Milano, Feltrinelli, 2003. ISBN 88-07-42099-6 (romanzo per ragazzi).
- La foresta dei pigmei (El Bosque de los pigmeos, 2004), Milano, Feltrinelli, 2004. ISBN 88-07-42103-8 (romanzo per ragazzi).
- Zorro. L'inizio della leggenda (El Zorro: Comienza la leyenda, 2005), Milano, Feltrinelli, 2005. ISBN 88-07-42111-9.
- Inés dell'anima mia (Inés del alma mía, 2006), Milano, Feltrinelli, 2006. ISBN 88-07-01711-3 (romanzo storico).
- La somma dei giorni (La suma de los días, 2007), Milano, Feltrinelli, 2008. ISBN 978-88-07-01742-1 (opera autobiografica).
- Los amantes del Guggenheim. El oficio de contar, 2007 (racconto).
- L'isola sotto il mare (La isla bajo el mar, 2009), Milano, Feltrinelli, 2009. ISBN 978-88-07-01795-7.
- Il quaderno di Maya (El cuaderno de Maya, 2011), Milano, Feltrinelli, 2011. ISBN 978-88-07-01868-8.
- Le avventure di Aquila e Giaguaro (La città delle bestie; Il regno del drago d'oro; La foresta dei pigmei), Milano, Feltrinelli, 2012. ISBN 978-88-07-92168-1.
- Amore (Amor, 2012), Milano, Feltrinelli, 2013, ISBN 978-88-07-03040-6 (raccolta di scene d'amore selezionate dai suoi precedenti libri).
- Il gioco di Ripper (El juego de Ripper, 2014), Milano, Feltrinelli, 2013, ISBN 978-88-07-03072-7 (romanzo poliziesco).
- L'amante giapponese (El amante japonés, 2015), Milano, Feltrinelli, 2015, ISBN 978-88-07-03160-1.
- Oltre l'inverno (Más allá del invierno, 2017), Milano, Feltrinelli, 2017, ISBN 978-88-07-03262-2.
- Lungo petalo di mare (Largo pétalo de mar, 2019), Milano, Feltrinelli, 2019, ISBN 978-88-07-03343-8.
- Donne dell'anima mia (Mujeres del alma mía, 2020), Milano, Feltrinelli, 2020, ISBN 978-88-07-03420-6.
- Violeta, Milano, Feltrinelli, 2022 ISBN 978-88-07-03480-0.
- Il vento conosce il mio nome, Milano, Feltrinelli, 2023 ISBN 8807035758.
- Il mio nome è Emilia del Valle, Milano, Feltrinelli, 2024 ISBN 978-8807036385

## Filmografia
Film tratti dai suoi romanzi:
- La casa degli spiriti (The House of the Spirits), di Bille August (1993).
- D'amore e ombra (Of Love and Shadows), di Betty Kaplan (1994).
- Afrodita, el sabor del amor, di Fernando Ezequiel Solanas (2001).

## Audiolibri
- L'isola sotto il mare letto da Valentina Carnelutti, Emons-Feltrinelli, 2010, ISBN 978-88-07-73506-6
- La casa degli spiriti letto da Valentina Carnelutti, Emons-Feltrinelli, 2012, ISBN 978-88-07-73528-8
- Oltre l'inverno letto da Evelina Nazari
- Il quaderno di Maya letto da Liliana Bottone
- L'amante giapponese letto da Viola Graziosi
- Il gioco di Ripper letto da Viola Graziosi